# Богардусова шкала соціальної віддаленности
Богардусова шкала соціальної віддаленности — це шкала психологічного тестування, створена Еморі С. Богардусом для емпіричної оцінки готовності людей брати участь в соціальних контактах різного ступеня близькості з членами різних соціальних груп, таких, як расові та етнічні групи.
Шкала відображає, якою мірою опитані сприймають людей в кожній групі (оцінка 1,00 для групи вказує на відсутність соціальної дистанції):
- як близьких родичів по шлюбу (наприклад, як дружину близького родича) (оцінка 1,00)
- як близьких особистих друзів (2.00)
- як сусідів по тій же вулиці (3.00)
- як співробітників у тій же професії (4.00)
- як громадян моєї країни (5.00)
- як негромадян — відвідувачів моєї країни (6,00)
- як негромадян, яким не слід давати дозвіл на в'їзд у мою країну (7.00)

Для Богардуса соціальна віддаленність є функцією афективної відстані між членами двох груп. В дослідженнях соціальної віддаленності  центром уваги є почуттєві реакції осіб відносно інших осіб і відносно груп людей. Таким чином, для Богардуса соціальна дистанція є мірою того, як багато (чи мало) симпатії члени однієї групи відчувають до членів іншої групи.